# Es ist alles in Ordnung
Es ist alles in Ordnung ist ein deutsches TV-Drama von Nicole Weegmann aus dem Jahr 2013 mit Silke Bodenbender, Mark Waschke und Sinje Irslinger in den Hauptrollen. Der Fernsehfilm handelt von Bedingungen und Auswüchsen häuslicher Gewalt in einer gut situierten Mittelklassefamilie.

## Handlung
Birgit ist mit ihrem Mann Andreas, dem gemeinsamen Sohn Philipp und ihrer 13-jährigen Tochter Sarah aus einer früheren Beziehung im Sommerurlaub in Holland. Das Familienidyll scheint perfekt und wird nur unterschwellig durch Sarahs übertriebene, pubertäre Provokationen getrübt, die sich gegen Andreas richten. Auf der Rückfahrt nach Hause kommt es wegen einer Belanglosigkeit zu einem heftigen Streit. Die Emotionen kochen hoch: Sarah ohrfeigt ihren unbeteiligten kleinen Bruder und wird daraufhin von Andreas aus dem Auto geworfen.
Wieder zu Hause, nehmen Sarahs Provokationen zu. Andreas fühlt sich zunehmend hilflos und beklagt sich bei seiner Frau, dass sie ihn nicht unterstützen würde. Birgit reagiert mit Beschwichtigungen und meint, dass sich durch Andreas’ geplante Adoption Sarahs alle Probleme auflösen werden. Von der Situation überfordert und enttäuscht über Birgits mangelnde Solidarität, verlässt Andreas die Familie.
Birgit leidet sehr unter der Trennung. Vaterlos aufgewachsen, ist ihre Idealvorstellung einer glücklichen Familie ohne Mann nicht lebbar. Sie sucht Trost bei ihrer Tochter, weist ihr jedoch die alleinige Schuld daran zu, dass Andreas ausgezogen ist. Birgit verliert in ihrem Schmerz den Bezug zur Realität und überlässt Sarah die Organisation des Alltags. Die Mutter schwört ihre Tochter zudem darauf ein, Andreas’ Auszug vor Freunden und Nachbarn geheim zu halten. Sarah versucht, ihren Pflichten gerecht zu werden. Ihre Überforderung zeigt sich aber schnell in einem zunehmend aggressiven Verhalten gegenüber Mitschülern.
Birgit ist inzwischen so überfordert, dass sie einen Hörsturz erleidet und in ein Krankenhaus eingeliefert wird. Andreas ist besorgt und kümmert sich um sie. Sarah nimmt Andreas’ Hilfe dankbar an und er zieht wieder bei seiner Familie ein.
Die Konflikte flammen aber sehr schnell wieder auf. Andreas reagiert auf Sarahs Anfeindungen nun mit offener Gewalt. Sarah pöbelt, Andreas schlägt zu, die beiden versöhnen sich. Als Sarah schließlich ihrer Mutter doch die Verletzungen und Hämatome zeigt, die Andreas ihr zugefügt hat, bezichtigt Birgit sie der Lüge. Alleingelassen, richtet Sarah ihre Aggressionen von nun an auch gegen Birgit.
Andreas’ gewalttätige Übergriffe häufen sich und werden brutaler. Birgit nimmt dies zwar wahr, begreift aber in ihrem verzweifelten Versuch ein klischeehaftes Familienidyll zu leben, nicht, was vor sich geht, obwohl sie von Freunden und Nachbarn immer häufiger auf die körperlichen Verletzungen Sarahs angesprochen wird. Als sie zusammen mit Philipp im Keller auf die misshandelte und eingesperrte Sarah stößt, kann sie der Realität nicht länger ausweichen. Birgit und die Kinder verlassen das Haus.

## Hintergrund
Es ist alles in Ordnung wurde von 2Pilots Filmproduction im Auftrag des Westdeutschen Rundfunks für Das Erste produziert. Die Dreharbeiten fanden vom 14. März 2013 bis 17. April 2013 in Köln und Umgebung sowie in Holland statt. Der Fernsehfilm wurde am 25. Oktober 2013 bei den Hofer Filmtagen uraufgeführt. Am 15. Januar 2014 fand die Fernsehpremiere in der Reihe FilmMittwoch im Ersten statt.

## Kritiken
Die FAZ schrieb, der Film sei eine der „besten Studien über häusliche Konflikte der letzten Jahre“. Der Film würde „nicht bloße Täter- und Opferrollen“ abbilden, „sondern ein fatales“ Familien-System zeigen, „in dem die einzelnen Mitglieder abhängige, sozial sich isolierende Komponenten sind“. Der Zuschauer werde einer „Gratwanderung zwischen Abscheu und Nachvollziehbarkeit“ ausgesetzt, „die nicht zuletzt durch die irritierend lichtdurchfluteten Bilder und Blickwinkel“ der Filmkamera entstünden.
Der Spiegel attestierte, dass die „Wucht“ des Films in „der klugen Struktur des Plots“ gründe und kino.de meinte, die „Qualität des Drehbuchs“ zeige sich auch in seiner „Alltagsnähe“.
Die Berliner Zeitung lobte die „großartige“ schauspielerische Leistung von Silke Bodenbender und Mark Waschke, die „hervorragende“ Kameraarbeit von Ngo The Chau und den stimmigen, „Rhythmus“ gebenden Filmschnitt von Andrea Mertens. Sinje Irslinger sei jedoch die „Sensation“ des Films. Das große Talent der jungen Frau zeige sich darin, „dass man ihrer Figur die Verletzung und die Aggression gleichermaßen abnimmt“.
Die Zeitschrift film-dienst kritisierte den Film hingegen als „wenig originelles (Fernseh-)Familiendrama, in dem vor dem absehbaren Happy End erst einmal allerlei Trubel steht“.

## Auszeichnungen
Sinje Irslinger gewann den Förderpreis beim Deutschen Fernsehpreis 2014, Silke Bodenbender und Mark Waschke waren als Beste Schauspieler nominiert. 2014 waren Nicole Weegmann in der Kategorie Beste Regie und Andrea Mertens in der Kategorie Bester Filmschnitt bei den Auszeichnungen der Deutschen Akademie für Fernsehen nominiert.